# ادنا میو
اِدنا مِـیو (انگلیسی: Edna Mayo؛ ۲۳ مارس ۱۸۹۵ – ۵ مهٔ ۱۹۷۰) یک هنرپیشه سینمای دوران صامت اهل ایالات متحده آمریکا بود.
از فیلم‌ها یا برنامه‌های تلویزیونی که وی در آن نقش داشته است می‌توان به حکومت اشرافی اشاره کرد.